# أنت لا تعرف جاك
أنت لا تعرف جاك (بالإنجليزية: You Don't Know Jack)‏ هو فيلم دراما تم إنتاجه في الولايات المتحدة من إخراج باري ليفنسون أنتجته محطة ( HBO ) التلفزيونية يحكي قصة الطبيب والعالم الأمريكي المثير للجدل جاك كيفوركيان الداعي إلى تشريع القتل الرحيم والذي سجن على إثره لمدة ثمان سنوات.الفيلم من بطولة الممثل الأمريكي آل باتشينو وجون غودمان وسوزان سارندون وأصدر في 24 أبريل 2010.

## القصة
عندما يتحدى الطبيب جاك كيفوركيان آل باتشينو قوانين ولاية ميشيغان الخاصة بالمساعدة على الانتحار، وتهرع شقيقته سوزان سارندون التي تعمل كتقنية في أحد المعامل لمساعدته، وتقوم شقيقة جاك بمعاونته في تصميم جهاز خاص للانتحار يتيح للمرضى الذين يعانون من أمراض مزمنة فرصة التخلص من حياتهم المؤلمة بلا ألم؛ عن طريق تنقيط ثلاثة محاليل كيميائية في أوردتهم، لكن السلطات تستمر في محاولات القبض على جاك وسجنه، فيساعده محامٍ شجاع على دراية بقوانين الولاية على مواجهتهم أثناء المحاكمة، وعلى الرغم من سلوك جاك الغريب في بعض الأحيان أثناء محاكماته إلا أنه يحاول في كل مرة إقناع القاضي بضرورة إعطاء الحق للأفراد في إنهاء حياتهم في الوقت الذي يقررونه.

## الجوائز والترشيحات
ترشح الفيلم إلى 36 جائزة مختلفة فاز منها ب10 جوائز ,ترشح الفيلم إلى جائزتين غولدن غلوب فاز منها بواحدة لآل باتشينو كأفضل أداء من قبل ممثل في مسلسلات صغيرة أو صور متحركة مصنوعة للتلفزيون وترشح الفيلم إلى جائزة أفضل المسلسلات أو الصور المتحركة المقدمة للتلفزيون لكن لم يفز بها، وترشح الفيلم إلى 15 جائزة إيمي فاز منها ب2 , افصل ممثل رئيسي في فيلم لآل باتشينو , وأفضل كتابة متميزة لمسلسلات، فيلم أو مسرحية خاصة لآدم مازر .

## وصلات خارجية
- أنت لا تعرف جاك على موقع IMDb (الإنجليزية)
- أنت لا تعرف جاك على موقع الموسوعة البريطانية (الإنجليزية)
- أنت لا تعرف جاك على موقع روتن توميتوز (الإنجليزية)
- أنت لا تعرف جاك على موقع نتفليكس (الإنجليزية)
- أنت لا تعرف جاك على موقع ألو سيني (الفرنسية)
- أنت لا تعرف جاك على موقع أول موفي (الإنجليزية)
- أنت لا تعرف جاك على موقع فيلمافينيتي (الإسبانية)
- أنت لا تعرف جاك على موقع قاعدة بيانات الفيلم (الإنجليزية)
- أنت لا تعرف جاك على موقع ليتربوكسد (الإنجليزية)
- أنت لا تعرف جاك على موقع كينوبويسك (الروسية)